# Іїджіма Коґа
Іїджіма Коґа (飯島 光峨, травень 1829 — 11 лютого 1900) — японський художник періоду Мейджі. Також відомий під псевдонімом Ґосодо. Справжнє ім'я — Іїджіма Акіра.

## Життєпис
Навчався у Окі Ічіґа (沖一峨) та Сакаї Хоїцу. Дружив з відомими сучасниками: Канаґакі Робун, Енчьо Санютей та Хазан Хатторі (服部波山). Подорожував Столичною округою та Східноморським краєм.